# Rhamphomyia longiseta
Rhamphomyia longiseta är en tvåvingeart som beskrevs av Saigusa 1964. Rhamphomyia longiseta ingår i släktet Rhamphomyia och familjen dansflugor. Inga underarter finns listade i Catalogue of Life.